# Marathon de l'Engadine

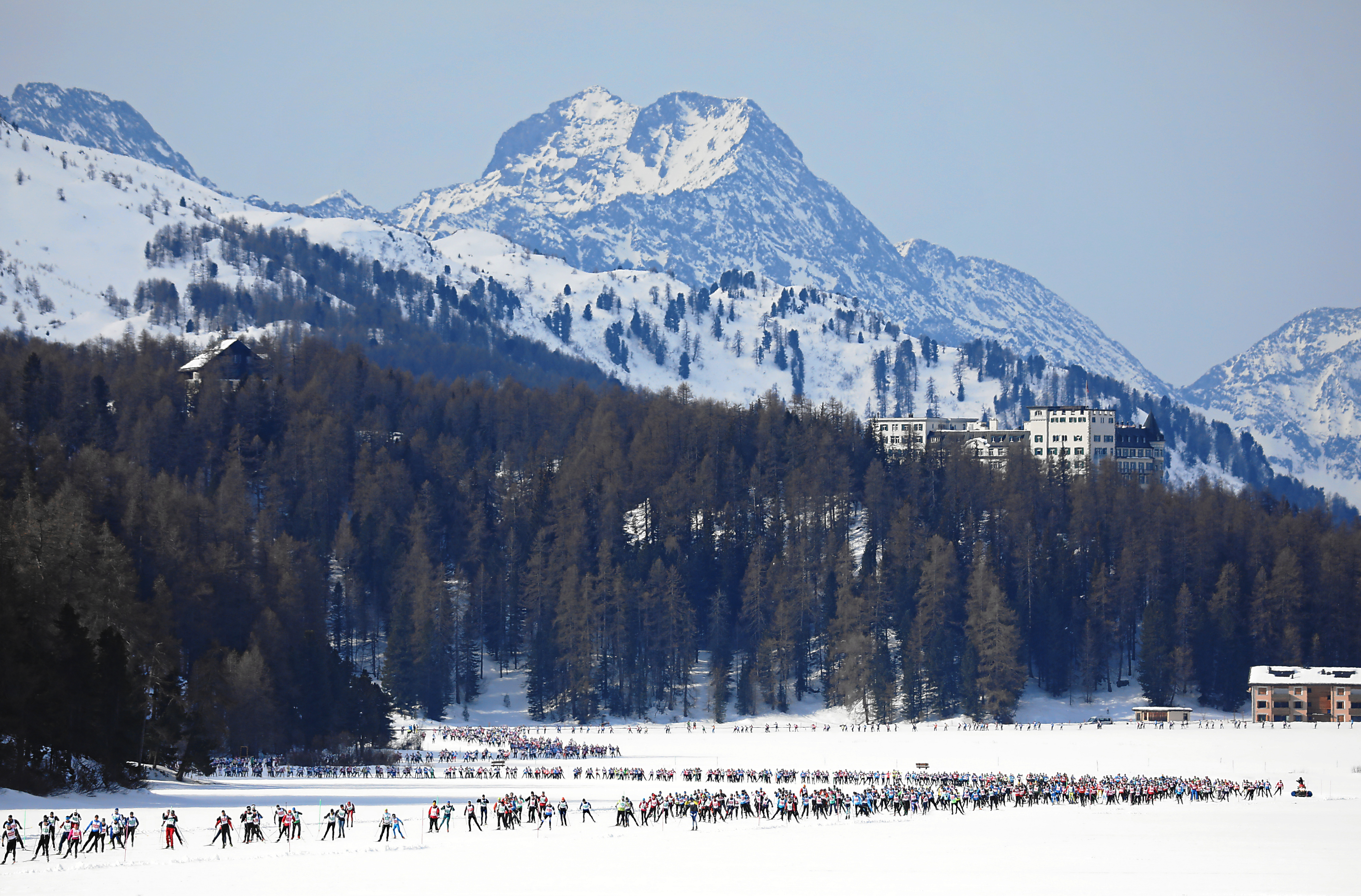
Engadin Skimarathon en 2017, Sils im Engadin/Segl.

Le Marathon de l'Engadine (en allemand Engadin Skimarathon) est une course longue distance de ski de fond, fondée en 1969, qui se déroule chaque année le second weekend du mois de mars en Suisse entre Maloja et S-chanf. Cette course est inscrite au Worldloppet et dans la coupe Marathon. C'est la plus grande course populaire de ski de fond en Suisse et la deuxième dans le monde, regroupant généralement 14 000 participants chaque année.
La distance de la course a évolué au cours des années pour atteindre 42 km de nos jours. Le départ est donné à Maloja à 1820 mètres d'altitude. La course passe par le lac de Sils, le lac de Silvaplana et le lac de Champfèr pour atteindre St-Moritz. De là commence la montée dans la forêt de Staz, puis la descente sur Pontresina et Samedan. La course se poursuit sur le flanc est de la vallée en passant par La Punt et Zuoz. L'arrivée se fait sur la place d'armes de S-chanf, à une altitude de 1670 mètres. 

## Courses et tracés

### Marathon
Jusqu'en 1997, l'arrivée du marathon se faisait à Zuoz, ce qui explique les temps plus rapides. L'arrivée a été déplacée à S-chanf en 1998. Le tracé dans la forêt de Staz a été modifié en 2004, puis à La Punt et à l'arrivée en 2018. En 2024, à la suite d'importantes chutes de neige, de l'eau et de la neige fondue recouvrent la couche de glace sur les lacs de Sils et de Silvaplana, rendant la préparation de la piste impossible. Le départ est donc déplacé à Silvaplana, et des boucles supplémentaires sont ajoutées.
La course n'a été annulée qu'à trois reprises depuis 1969: en 1991, à cause de la chaleur qui empêche la tenue de la course, puis en 2020 et 2021 à cause de la pandémie de Covid-19,.

### Course des femmes
La première course des femmes a lieu en 2000, sur le modèle de la course des femmes de Berne. Elle a généralement lieu le dimanche précédant le marathon. La course part de Samedan et arrive à S-chanf, pour une distance de 17 km. Elle compte généralement aux alentours de mille participantes.

### Semi-marathon
Le premier semi-marathon de l'Engadine a lieu en 2008. La course suit le même tracé que le marathon avec un départ commun à Maloja et l'arrivée à Pontresina, pour une longueur de 21 km.

### Course de nuit
La première course de nuit a lieu en 2017. Elle généralement lieu dans la soirée du jeudi précédant le marathon. Elle suit le même tracé que le marathon de Sils à Pontresina, pour une longueur de 17 km.

## Palmarès

### Marathon
| Année | Distance (km)                                     | Femmes                                            | Temps                                             | Hommes                                            | Temps                                             | Note |
| ----- | ------------------------------------------------- | ------------------------------------------------- | ------------------------------------------------- | ------------------------------------------------- | ------------------------------------------------- | --- |
| 2024  |                                                   | Maëlle Veyre                                      | 1 h 58 min 27 s                                   | Magne Haga                                        | 1 h 44 min 42 s                                   | Tracé de la course modifié à cause des chutes de neige                                                      |
| 2023  | 42                                                | Giuliana Werro                                    | 1 h 42 min 51 s                                   | Arnaud Chautemps                                  | 1 h 33 min 9 s                                    | |
| 2022  | 42                                                | Nadja Kälin                                       | 1 h 46 min 31 s                                   | Roman Furger (4)                                  | 1 h 35 min 59 s                                   | |
| 2021  | Course annulée à cause de la pandémie de Covid-19 | Course annulée à cause de la pandémie de Covid-19 | Course annulée à cause de la pandémie de Covid-19 | Course annulée à cause de la pandémie de Covid-19 | Course annulée à cause de la pandémie de Covid-19 | Course annulée à cause de la pandémie de Covid-19                                                           |
| 2020  | Course annulée à cause de la pandémie de Covid-19 | Course annulée à cause de la pandémie de Covid-19 | Course annulée à cause de la pandémie de Covid-19 | Course annulée à cause de la pandémie de Covid-19 | Course annulée à cause de la pandémie de Covid-19 | Course annulée à cause de la pandémie de Covid-19                                                           |
| 2019  | 42                                                | Nathalie von Siebenthal                           | 1 h 30 min 41 s                                   | Dario Cologna (4)                                 | 1 h 22 min 22 s                                   | Record masculin pour le tracé depuis 2004.                                                                  |
| 2018  | 42                                                | Nadine Fähndrich                                  | 1 h 38 min 35 s                                   | Roman Furger (3)                                  | 1 h 34 min 5 s                                    | |
| 2017  | 42                                                | Mari Eide                                         | 1 h 34 min 18 s                                   | Dario Cologna (3)                                 | 1 h 27 min 46 s                                   | |
| 2016  |                                                   | Anouk Faivre-Picon (3)                            | 1 h 54 min 7 s                                    | Roman Furger (2)                                  | 1 h 48 min 8 s                                    | |
| 2015  |                                                   | Anouk Faivre-Picon (2)                            | 1 h 38 min 35 s                                   | Ilja Tschernoussow                                | 1 h 34 min 50 s                                   | |
| 2014  |                                                   | Riitta-Liisa Roponen (2)                          | 1 h 38 min 39 s                                   | Anders Gløersen                                   | 1 h 35 min 5 s                                    | |
| 2013  |                                                   | Riitta-Liisa Roponen (1)                          | 1 h 29 min 52 s                                   | Pierre Guedon                                     | 1 h 28 min 19 s                                   | Record féminin pour le tracé depuis 2004.                                                                   |
| 2012  |                                                   | Anouk Faivre-Picon (1)                            | 1 h 36 min 28 s                                   | Roman Furger (1)                                  | 1 h 31 min 21 s                                   | |
| 2011  |                                                   | Antonella Confortola                              | 1 h 48 min 0 s                                    | Remo Fischer                                      | 1 h 39 min 51 s                                   | |
| 2010  |                                                   | Susanne Nyström                                   | 1 h 43 min 2 s                                    | Dario Cologna (2)                                 | 1 h 36 min 58 s                                   | |
| 2009  |                                                   | Seraina Mischol                                   | 1 h 43 min 32 s                                   | Fabio Santus                                      | 1 h 38 min 37 s                                   | |
| 2008  |                                                   | Katrin Zeller                                     | 1 h 33 min 27 s                                   | Tor Arne Hetland (2)                              | 1 h 24 min 30 s                                   | |
| 2007  |                                                   | Laurence Rochat                                   | 1 h 50 min 33 s                                   | Dario Cologna (1)                                 | 1 h 43 min 44 s                                   | |
| 2006  |                                                   | Natascia Leonardi Cortesi (3)                     | 2 h 1 min 22 s                                    | Michail Botwinow (2)                              | 1 h 55 min 51 s                                   | |
| 2005  |                                                   | Natascia Leonardi Cortesi (2)                     | 1 h 40 min 19 s                                   | Gion Andrea Bundi                                 | 1 h 34 min 1 s                                    | |
| 2004  |                                                   | Julija Tschepalowa (2)                            | 1 h 37 min 53 s                                   | Christophe Perrillat                              | 1 h 32 min 40 s                                   | |
| 2003  |                                                   | Natascia Leonardi Cortesi (1)                     | 1 h 32 min 21 s                                   | Patrik Mächler                                    | 1 h 28 min 0 s                                    | |
| 2002  |                                                   | Brigitte Albrecht (3)                             | 1 h 34 min 48 s                                   | Juan Jesús Gutiérrez                              | 1 h 30 min 10 s                                   | |
| 2001  |                                                   | Brigitte Albrecht (2)                             | 1 h 29 min 19 s                                   | Peter Schlickenrieder                             | 1 h 24 min 22 s                                   | |
| 2000  |                                                   | Julija Tschepalowa (1)                            | 1 h 28 min 19 s                                   | Gerhard Urain                                     | 1 h 25 min 29 s                                   | Record féminin pour le tracé de 1998 à 2004.                                                                |
| 1999  |                                                   | Brigitte Albrecht (1)                             | 1 h 29 min 19 s                                   | Tor Arne Hetland (1)                              | 1 h 25 min 21 s                                   | |
| 1998  |                                                   | Maria Theurl (3)                                  | 1 h 30 min 50 s                                   | Christian Hoffmann                                | 1 h 23 min 44 s                                   | Record masculin pour le tracé de 1998 à 2004.                                                               |
| 1997  |                                                   | Anita Moen                                        | 1 h 25 min 15 s                                   | Michail Botwinow (2)                              | 1 h 19 min 41 s                                   | |
| 1996  |                                                   | Maria Theurl (2)                                  | 1 h 32 min 32 s                                   | Hervé Balland (3)                                 | 1 h 24 min 18 s                                   | |
| 1995  |                                                   | Maria Theurl (1)                                  | 1 h 32 min 24 s                                   | André Jungen                                      | 1 h 25 min 41 s                                   | |
| 1994  |                                                   | Sylvia Honegger (2)                               | 1 h 22 min 8 s                                    | Hervé Balland (2)                                 | 1 h 16 min 10 s                                   | Records féminins et masculins du tracé et du marathon de l'Engadin, le parcours ayant été prolongé en 1997. |
| 1993  |                                                   | Sylvia Honegger (1)                               | 1 h 26 min 56 s                                   | Hervé Balland (1)                                 | 1 h 22 min 10 s                                   | |
| 1992  |                                                   | Elvira Knecht                                     | 1 h 25 min 37 s                                   | Daniel Sandoz (2) Silvano Barco                   | 1 h 21 min 6 s                                    | |
| 1991  | Course annulée à cause des températures élevées   | Course annulée à cause des températures élevées   | Course annulée à cause des températures élevées   | Course annulée à cause des températures élevées   | Course annulée à cause des températures élevées   | Course annulée à cause des températures élevées                                                             |
| 1990  |                                                   | Guidina Dal Sasso                                 | 1 h 28 min 58 s                                   | Konrad Hallenbarter (3)                           | 1 h 24 min 54 s                                   | |
| 1989  |                                                   | Sandra Parpan                                     | 1 h 29 min 57 s                                   | Ladislav Švanda                                   | 1 h 25 min 2 s                                    | |
| 1988  |                                                   | Christine Gilli-Brügger (4)                       | 1 h 38 min 11 s                                   | Andreas Grünenfelder (2)                          | 1 h 35 min 55 s                                   | |
| 1987  |                                                   | Christine Brügger (3)                             | 1 h 38 min 57 s                                   | Daniel Sandoz                                     | 1 h 29 min 34 s                                   | |
| 1986  |                                                   | Karin Thomas                                      | 1 h 55 min 51 s                                   | Konrad Hallenbarter (2)                           | 1 h 43 min 39 s                                   | |
| 1985  |                                                   | Evi Kratzer (5)                                   | 1 h 47 min 6 s                                    | Andreas Grünenfelder (1)                          | 1 h 37 min 15 s                                   | |
| 1984  |                                                   | Evi Kratzer (4)                                   | 1 h 55 min 4 s                                    | Konrad Hallenbarter (1)                           | 1 h 42 min 9 s                                    | |
| 1983  |                                                   | Evi Kratzer (3)                                   | 1 h 44 min 15 s                                   | Lars Frykberg (2)                                 | 1 h 34 min 8 s                                    | |
| 1982  |                                                   | Evi Kratzer (2)                                   | 2 h 6 min 2 s                                     | Lars Frykberg (1)                                 | 1 h 50 min 5 s                                    | |
| 1981  |                                                   | Cornelia Thomas                                   | 2 h 12 min 3 s                                    | Bill Koch                                         | 2 h 0 min 18 s                                    | |
| 1980  |                                                   | Evi Kratzer (1)                                   | 2 h 12 min 23 s                                   | Ola Hassis                                        | 1 h 57 min 7 s                                    | |
| 1979  |                                                   | Christine Brügger (2)                             | 2 h 17 min 39 s                                   | Alois Oberholzer                                  | 2 h 3 min 1 s                                     | |
| 1978  |                                                   | Christine Brügger (1)                             | 1 h 58 min 3 s                                    | Albert Giger (5)                                  | 1 h 38 min 25 s                                   | |
| 1977  |                                                   | Rosmarie Kurz (6)                                 | 2 h 11 min 11 s                                   | Albert Giger (4)                                  | 1 h 45 min 16 s                                   | |
| 1976  |                                                   | Rosmarie Kurz (5) Ursula Bösch (2)                | 2 h 21 min 6 s                                    | Albert Giger (3)                                  | 1 h 55 min 39 s                                   | |
| 1975  |                                                   | Rosmarie Kurz (4)                                 | 2 h 8 min 42 s                                    | August Froger                                     | 1 h 42 min 44 s                                   | |
| 1974  |                                                   | Rosmarie Kurz (3)                                 | 2 h 24 min 26 s                                   | Alfred Kälin                                      | 1 h 53 min 15 s                                   | |
| 1973  |                                                   | Rosmarie Kurz (2)                                 | 2 h 33 min 51 s                                   | Albert Giger (2) Edi Hauser                       | 1 h 59 min 58 s                                   | |
| 1972  |                                                   | Rosmarie Kurz (1)                                 | 2 h 34 min 45 s                                   | Flury Koch                                        | 2 h 1 min 30 s                                    | |
| 1971  |                                                   | Ingrid Hadler                                     | 2 h 37 min 54 s                                   | Albert Giger (1)                                  | 2 h 2 min 58 s                                    | |
| 1970  |                                                   | Ursula Bösch (1)                                  | 3 h 13 min 0 s                                    | Werner Geeser                                     | 2 h 24 min 28 s                                   | |
| 1969  |                                                   | Rita Czech-Blasel                                 | 2 h 54 min 26 s                                   | Karl Wagenführ                                    | 2 h 19 min 38 s                                   | |

## Organisation

### Nombre de participants
De 945 participantes et participants en 1969, le nombre de coureurs croît rapidement pour déjà atteindre dix mille participants en 1976, et atteint généralement 14 000 participantes et participants de nos jours.

### Départ
De 1969 à 1992, le départ se fait en mass-start, puis un départ par blocs est introduit en 1993 avec tout d'abord cinq blocs, puis modifié à nouveau en 2014 pour un départ par boxes avec un démarrage du chronomètre lors du passage de la ligne

### Transports publics
Pour le jour du marathon, 150 trains spéciaux et 65 bus spéciaux sont affrétés pour amener les skieuses et skieurs au départ du marathon. Chaque année, un arrêt de train spécial "S-chanf marathon" est créé à la hauteur de la caserne de S-chanf, afin que les participants puissent quitter l'arrivée.

### Style
Au départ en style classique, August Borger est le premier à s'essayer au style skating en 1975, ce qui lui permet de remporter cette édition. Il faudra néanmoins attendre 1987 pour avoir des pistes séparées pour la technique classique et la technique skating. Aujourd'hui, environ 5% des participants utilisent la technique classique sur la course.